# Arcidiecéze Seattle
Arcidiecéze Seattle (latinsky Archidioecesis Seattlensis) je římskokatolická arcidiecéze na části území severoamerického státu Washington se sídlem ve městě Seattle a s katedrálou sv. Jakuba v Seattle. Jejím současným arcibiskupem je James Peter Sartain, jehož koadjutorem se v roce 2019 stal Paul Dennis Etienne.

## Stručná historie
Biskupství vzniklo v roce 1850 jako Diecéze Nesqually, roku 1907 bylo přejmenováno na Diecézi Seattle a v roce 1951 povýšeno na metropolitní arcibiskupství.

## Církevní provincie

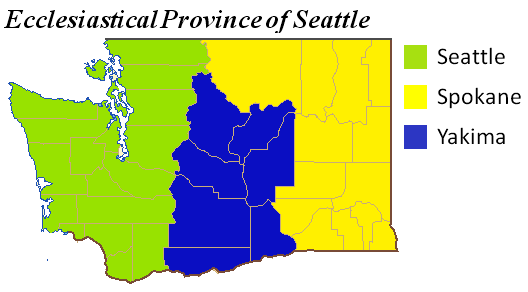
Mapa církevní provincie Seattle

Provincie Seattle zahrnuje území státu Washington a jsou jí podřízena tato sufragánní biskupství:
- diecéze Spokane
- diecéze yakimská.